# Timken
Timken Company — американская компания-производитель конических роликоподшипников и специальных марок стали. Расположена в городе Кантон, штат Огайо. Производимая компанией продукция и услуги находят своё применение в транспорте, промышленном оборудовании, электронике, горношахтном и буровом оборудовании, аэрокосмической и военной технике. Компания насчитывает 25 тысяч сотрудников. Имеет представительства в 27 странах мира.

## История
В 1898 году Генри Тимкеном (англ. Henry Timken) получил патент на изобретение первого в мире конического роликоподшипника. В то время Генри Тимкен работал над изготовлением каретных экипажей в Сент-Луисе и уже обладал тремя патентами на изобретение рессор для экипажей. В 1899 году Тимкен в городе Сент-Луис (штат Миссури) основал компанию под названием «Компания колёсных роликоподшипников Тимкена» (англ. The Timken Roller Bearing Axle Company). 
В конце XIX века изобретение конического роликоподшипника оказалось настоящим прорывом в изготовлении колесных осей, которое не претерпело значительных изменений на протяжении предыдущих веков. В основе таких осей лежали подшипники закрытого исполнения, наполненные смазкой. Они назывались «подшипниками трения», а их работоспособность в основном зависела от заложенной смазки, без которой подшипники не могли работать и моментально выходили из строя из-за перегрева, вызванного избыточным трением. Находка Тимкена позволила существенно снизить негативное влияние эффекта трения. Благодаря применению наружнего (англ. "cup") и внутреннего (англ. "cone") колец подшипника, а также роликов, установленных между кольцами, достигался эффект качения, что в свою очередь позволило равномерно распределить нагрузку между всеми элементами подшипника.
В 1901 году производственные мощности компании были перенесены в город Кантон, где уже набирала обороты автомобильная промышленность, обгоняя по темпам производство каретных экипажей. Новое местоположение было выбрано, во-первых, с учётом территориальной близости к основным автомобильным центрам США: Детройту (штат Мичиган) и Кливленду (штат Огайо), во-вторых, в расположенных рядом городах Питтсбург (штат Пенсильвания) и Кливленд находились стратегические предприятия по производству стали.
Ставший победителем первой в истории гонки 500 миль Индианаполиса Рэй Харун (Ray Harroun), пересек финишную черту на автомобиле с установленными на нем ступичными подшипниками производства Тимкен.
В 1916 году компания Тимкен осваивает производство стали и трубных заготовок на заводе в городе Кантон, что позволяет получить полный контроль за процессом литья стали и её применением в подшипниках собственного производства.
Первая мировая война послужила толчком к выросшему спросу на сталь, что, в свою очередь, повлияло на её поставки и рыночные цены. Снижение качества стали, получаемой от других поставщиков, заставило компанию наладить выпуск собственной стали, только так можно было гарантировать высокое качество производимых подшипников.
К концу 1990-х годов около 80 % объема выпускаемой стали экспортировалось за границу, а доход от этой деятельности составил одну треть от общего объема продаж компании.

## Деятельность
В 2003 году Timken в лице Глена Ейзенберга (Glenn Eisenberg), бывшего в то время её финансовым директором, провела успешные переговоры по приобретению компании Torrington, располагавшейся в одноименном городе Торрингтон (штат Коннектикут) и являвшейся самым крупным конкурентом Timken на местном рынке. На тот момент времени, Torrington располагала производственными базами в южной части США и практически ни один из принадлежащих компании заводов не входил в организацию профсоюзов. Пытаясь таким образом сократить затраты на рабочую силу, Timken анонсировала сообщение о том, что собирается прекратить любую деятельность по производству подшипников в городе Кантон в течение ближайших 5 лет, что автоматически означало бы увольнение около 1500 сотрудников компании. Однако такое решение было негативно воспринято представителями профсоюза рабочих завода Кантон и планы пришлось отменить.
Одним из последних приобретений Timken стало поглощение в 2007 году Purdy Corporation (Манчестер, штат Коннектикут), переименованной впоследствии в Timken Aerospace Transmissions (подразделение Timken Aerospace & Defense с штаб-квартирой в Лебанон, штат Нью-Гэмпшир). Рон Мининг (J. Ron Menning) является президентом направления Aerospace & Defense.
Сегодня члены пятого поколения семьи Тимкен управляют компанией и контролируют Фонд Тимкен (Timken Foundation).
Компания Timken также известна тем, что выпускает различное испытательное оборудование, в том числе оборудование для тестирования свойств смазочных материалов и масел, — это позволило установить новый стандарт в этой области, получивший название Timken OK Load.
Основными конкурентами компании на международном рынке подшипников остаются SKF (Швеция), Schaeffler Group (Германия) и NSK (англ.) (Япония).